# ツリウム
ツリウム (英: thulium [ˈθjuːliəm]) は原子番号69の元素。元素記号は Tm。ランタノイド系列の13番目の元素である。他のランタノイドと同様に、もっとも一般的な酸化数は+3であり、酸化物、ハロゲン化物などの化合物で見られる。ただし、系列の後半であるため、+2の酸化数も結果生じるほぼ完全な4f殻によっても安定化される。水溶液中では、ほかの後半のランタノイドの化合物と同様に、可溶性のツリウム化合物は9つの水分子と錯体を形成する。
1879年、スウェーデンの化学者ペール・テオドール・クレーベは希土類酸化物であるエルビアからそれまで知られていなかった2つの成分を分離し、これをホルミアとツリアと呼んだ。これらはそれぞれホルミウムとツリウムの酸化物である。ツリウム金属の比較的純粋な試料は、1911年に初めて得られた。
地球上で微量にしか見られない放射能的に不安定なプロメチウムに次いで、ランタノイドで2番目に少ない元素である。加工が簡単な金属で、明るく銀灰色の光沢がある。かなり柔らかく空気中でゆっくりと変色する。高価で希少であるにもかかわらず、持ち運びできるX線装置や一部の固体レーザーの放射線源として使用されている。生物学的に重要な役割はなく、特に毒性はない。

## 歴史
ツリウムは1879年にスウェーデンの化学者ペール・テオドール・クレーベにより、他の希土類元素の酸化物に含まれる不純物を探すことで発見された（この方法はこのとき以前にいくつかの希土類元素を発見するためにカール・グスタフ・モサンデルが使用した方法と同じであった）。クレーベは、エルビア(Er2O3)の混合物のうち知られているものをすべて取り除くことから始めた。追加処理により、茶色と緑色の2つの新たな物質を得た。茶色の物質はホルミウムの酸化物であり、クレーベによりホルミアと呼ばれた。緑の物質は未知の元素の酸化物であり、この酸化物をツリアと呼んだ。元素名であるツリウムは、スカンジナビアまたはアイスランドに関連する古代ギリシア語の地名であるトゥーレにちなんで命名された。ツリウムの元素記号はTuであったが、Tmに変更された。
ツリウムは非常に珍しかったため、初期の研究者は実際に緑色を見るのに十分な量を精製することができなかった。エルビウムが次第に除かれるにつれて、2つの特徴的な吸収帯の強度が強くなるのを分光的に観察するのに甘んじるしかなかった。ほぼ純粋なツリウムを得た最初の研究者は、ダーラムのニューハンプシャー大学で大規模な研究を行ったチャールズ・ジェームスであった。彼は1911年に自身で発見した臭素酸分別再結晶法を使用して精製を行った結果を報告した。材料が均質であることを確立するために15,000回の精製操作を必要とした。
高純度の酸化ツリウムは、イオン交換分離技術が採用されて1950年代後半に初めて商業的に提供された。American Potash & Chemical CorporationのLindsay Chemical Divisionは純度99%と99.9%の酸化ツリウムを提供していた。純度99.9%の1キログラムあたりの価格は1959年から1998年までで4,600米ドルから13,300米ドルの間で推移し、ランタノイドの中ではルテチウムに次いで2番目に高かった。

## 性質

### 物理的性質
純粋なツリウム金属は明るく銀色の光沢があり、空気にさらされると変色する。モース硬度が2から3であるため、ナイフで切ることができる。展性と延性がある。32 Kでは強磁性、32～56 Kでは反強磁性、56 K以上では常磁性である。
2つの主な同素体、正方晶のα-Tmとより安定な六方晶のβ-Tmがある。

### 化学的性質
ツリウムは空気中でゆっくりと変色し、150 °Cで容易に燃焼して酸化ツリウム(III)を形成する:
4 Tm + 3 O2 → 2 Tm2O3
かなり電気陽性であり、冷水とはゆっくり、温水とはかなり速く反応して水酸化ツリウムを形成する:
2 Tm (s) + 6 H2O (l) → 2 Tm(OH)3 (aq) + 3 H2 (g)
ツリウムはすべてのハロゲンと反応する。反応は室温で遅いが、200 °Cを超えると激しくなる。:
2 Tm (s) + 3 F2 (g) → 2 TmF3 (s) (白)
2 Tm (s) + 3 Cl2 (g) → 2 TmCl3 (s) (黄)
2 Tm (s) + 3 Br2 (g) → 2 TmBr3 (s) (白)
2 Tm (s) + 3 I2 (g) → 2 TmI3 (s) (黄)
ツリウムは、希硫酸に容易に溶解し、[Tm(OH2)9]3+錯体として存在する淡緑色のTm(III)イオンを含む溶液を形成する。
2 Tm (s) + 3 H2SO4 (aq) → 2 Tm3+ (aq) + 3 SO2−
4 (aq) + 3 H2 (g)
ツリウムは様々な金属および非金属元素と反応し様々な二元化合物を形成する。例えばTmN, TmS, TmC2, Tm2C3, TmH2, TmH3, TmSi2, TmGe3, TmB4, TmB6, TmB12である。これらの化合物ではツリウムは原子価状態+2および+3を示すが、+3の状態が最も一般的であり、この状態のみがツリウム溶液で観察されている。ツリウムは溶液中でTm3+イオンとして存在する。この状態ではツリウムイオンは9個の水分子に囲まれている。Tm3+イオンは明るい青色の発光を示す。
唯一知られているツリウムの酸化物はTm2O3である。この酸化物は「ツリア」と呼ばれることもある。赤みがかった紫色のツリウム(II)化合物はツリウム(III)化合物の還元により作ることができる。ツリウム(II)化合物の例には、ハロゲン化物（フッ化物除く）がある。TmCl3·7H2OやTm2(C2O4)3·6H2Oなどの一部の水和ツリウム化合物は、緑色もしくは緑がかった白色である。二塩化ツリウムは水と非常に激しく反応する。この反応により水素ガスと赤みがかった退色を示すTm(OH)3が生じる。ツリウムとカルコゲンを組み合わせると、カルコゲン化物が生成される。
ツリウムは塩化水素と反応して水素ガスと塩化ツリウムを生成する。硝酸を使用すると、硝酸ツリウム(Tm(NO3)3)が生成される。

### 同位体
ツリウムの同位体は145Tmから179Tmの範囲である。最も豊富で安定な同位体である169Tmの前の主要な崩壊モードは電子捕獲であり、後の主要な崩壊モードはベータ崩壊である。169Tmの前の主な崩壊生成物は元素68（エルビウム）同位体であり、後の主な生成物は元素70（イッテルビウム）である。
ツリウム169は唯一の原始同位体であり、安定であると考えられている唯一の同位体である。半減期が非常に長く、ホルミウム165にアルファ崩壊することが予測されている。最も半減期が長い放射性同位体は、半減期1.92年のツリウム171と半減期128.6日のツリウム170である。他のほとんどの同位体の半減期は数分以下である。これまでに35個の同位体と26個の核異性体が検出されている。169統一原子質量単位より軽いツリウムのほとんどの同位体は、電子捕獲やベータプラス崩壊を介して崩壊するが、有意なアルファ崩壊や陽子放出を示すものもある。重い同位体はベータマイナス崩壊する。

## 用途
ツリウムにはいくつかの用途がある。

### レーザー
ホルミウム-クロム-ツリウムトリプルドープトイットリウム・アルミニウム・ガーネット(Ho:Cr:Tm:YAG, or Ho,Cr,Tm:YAG) は、高効率のアクティブレーザー媒質材料である。2080 nmの波長の光を放出し、軍事用途、医学、気象学で幅広く使用されている。単元素ツリウムドープトYAG (Tm:YAG) レーザーは2010nmで動作する。ツリウムを基にしたレーザーの波長は、空気中や水中での凝固深度を最小限に抑え、組織の表面的な切除に非常に有効である。このため、ツリウムレーザーはレーザーに基づいた手術にとって好適である。

### X線源
高価であるが、持ち運びのできるX線装置は原子炉で衝突され作られたツリウムを放射線源として使用している。これらの放射線源の耐用年数は約1年で、医療や歯科の診断の道具として、また、見ることのできない機械部品や電子部品の欠陥を検出するために使用されている。このような放射線源には大規模な放射線防護は必要なく、小さい鉛のカップがあればよい。
ツリウム170は、小線源治療（密封線源治療）によるがん治療のX線源としての人気が高まっている。この同位体の半減期は128.6日であり、強度が同等の5つの主要な輝線 (7.4, 51.354, 52.389, 59.4, 84.253 keV)がある。ツリウム170は、放射線透過検査で使用される最も人気のある4つの放射性同位元素の1つである。

### 他
イットリウムと同様に高温超伝導体に使用されてきた。マイクロ波機器で使用されるフェライト、セラミック磁性材料で使用される可能性を持つ。また、スカンジウムと同様に他の元素ではカバーできない緑色の発光線という珍しいスペクトルを持つため、アーク照明に使用されている。紫外線にさらされると青色の蛍光を発するため、偽造防止のためにユーロ紙幣に入れられている。ツリウムをドープした硫酸カルシウムの青色蛍光は、個人線量計で放射線の目視監視に使用されている。ツリウムが2+の価電子状態にあるツリウムドープトハロゲン化物は、発光型太陽集光器の原理に基づいた効率的な発電ウィンドウ(electricity generating window)を可能にする有望な発光材料である。

## 存在比

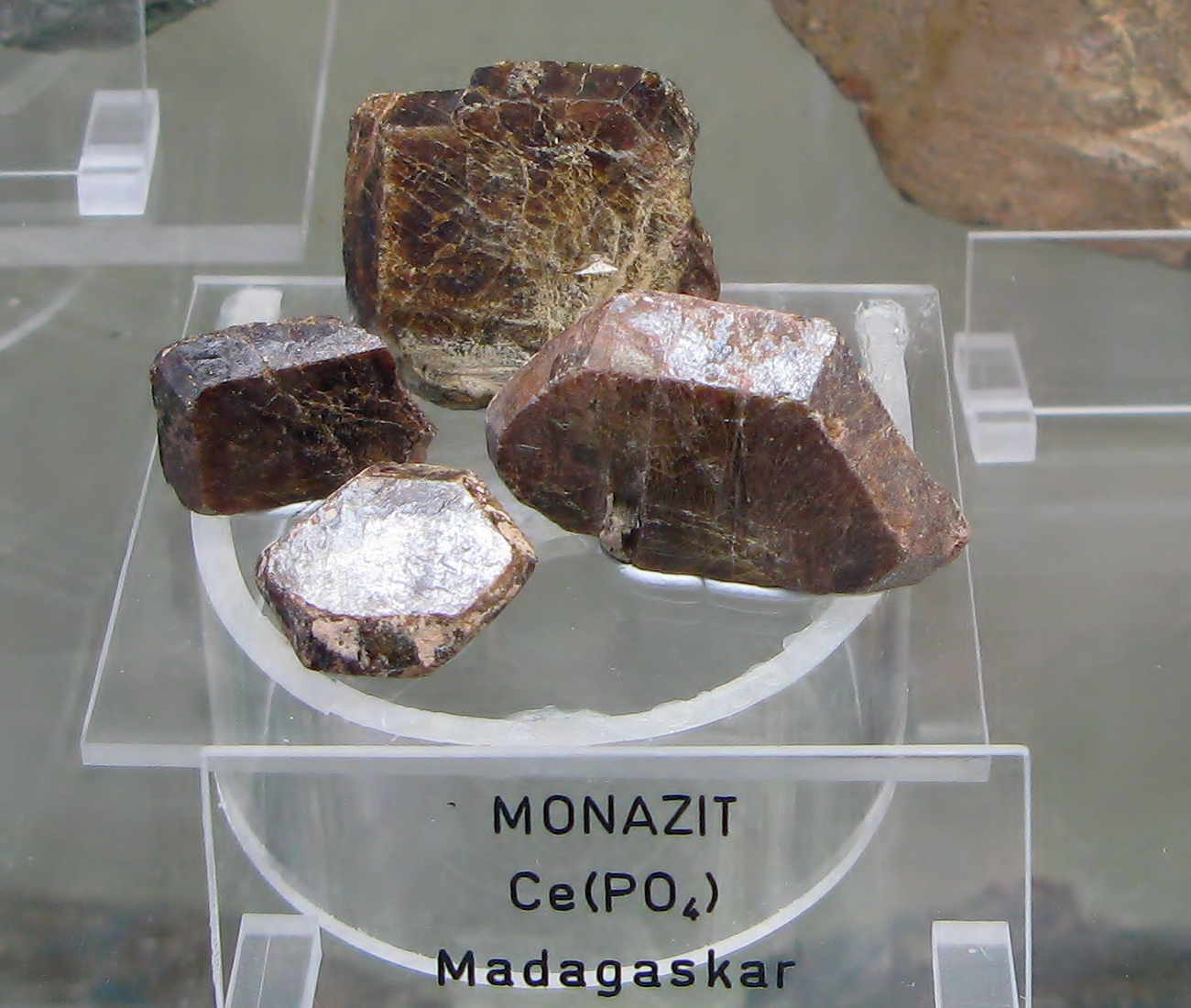
ツリウムはモナズ石に見られる。

自然界に純粋な形で見られることはないが、他の希土類とともに鉱物の中に少量含まれている。イットリウムやガドリニウムを含む鉱物と一緒に見られることが多い。特に、ガドリン石という鉱物に含まれるが、モナズ石、ゼノタイム、ユークセン石という鉱物にも含まれている。他の希土類に比べて広い範囲の鉱物に見られるわけではない。地球の地殻における存在量は重量にして0.5 mg/kgであり、モルで50ppbである。土壌の約0.4-0.8ppmを構成する。海水の250ppq(1000兆分の1)を構成する。太陽系においては、重量にして200ppt、モルで1pptの濃度で存在する。ツリウムの鉱石は中国で最も一般的に見られるが、オーストラリア、ブラジル、グリーンランド、インド、タンザニアおよびアメリカ合衆国にも大量に埋蔵されている。総埋蔵量は約10万トンである。放射性プロメチウムを除き地球上で最も少ないランタノイドである。

## 生産
主に川の砂に含まれるモナズ石（0.007%のツリウムを含む）からイオン交換により抽出される。新しいイオン交換および溶媒抽出技術により希土類の分離が容易になり、ツリウム生産のコストが大幅に削減された。今日の主な出所は中国南部のイオン吸着粘土である。これらの中に含まれる全ての希土類のうち約3分の2がイットリウムであり、ツリウムは約0.5%である（もしくは希少であるためルテチウムとほぼ結びついている）。ツリウム酸化物をランタン金属または密閉容器内でカルシウムにより還元することで分離することができる。ツリウムの天然化合物はどれも商業的に重要ではない。年間約50トンの酸化ツリウムが生成される。1996年の酸化ツリウムの価格は1グラム当たり20米ドルであり、2005年の純度99%のツリウム金属粉末の価格は1グラムあたり70米ドルである。

## 生物学的役割と注意点
可溶性のツリウム塩は軽度の毒性があるが、不溶性のツリウム塩は全く毒性がない。注射すると、肝臓や脾臓の変性を起こし、ヘモグロビン濃度が変動することもある。ツリウムによる肝損傷は、雌のマウスよりも雄のマウスの方が一般的である。このようなことはあるが、ツリウムの毒性レベルは低い。ヒトではツリウムは肝臓、腎臓、骨で最も多く見られる。ヒトは通常年間数マイクログラムのツリウムを消費する。植物の根はツリウムを吸収せず、野菜の乾燥重量には通常1ppbのツリウムが含まれている。ツリウムの粉塵および粉末は吸収もしくは摂取すると有毒であり、爆発を引き起こす可能性がある。